# Anathetis
Anathetis là một chi bướm đêm thuộc họ Noctuidae.